# Borbiago
Borbiago è una frazione del comune italiano di Mira, nella città metropolitana di Venezia. 

## Geografia fisica

### Territorio
Il territorio è localizzato sulla continuazione della strada romana (l'attuale via Caltana), ovvero il sesto decumano secondario a sud del decumano massimo del graticolato romano, che oggi collega la vicina frazione di Oriago al comune di Campodarsego, in provincia di Padova.
Poco distante si trova la località di Olmo di Mira.

## Infrastrutture e trasporti
La frazione è attraversata dall'A57-tangenziale di Mestre ed è percorsa dai canali Lusore e Cesegnego (o Zezenigo).

## Edifici

### Il santuario

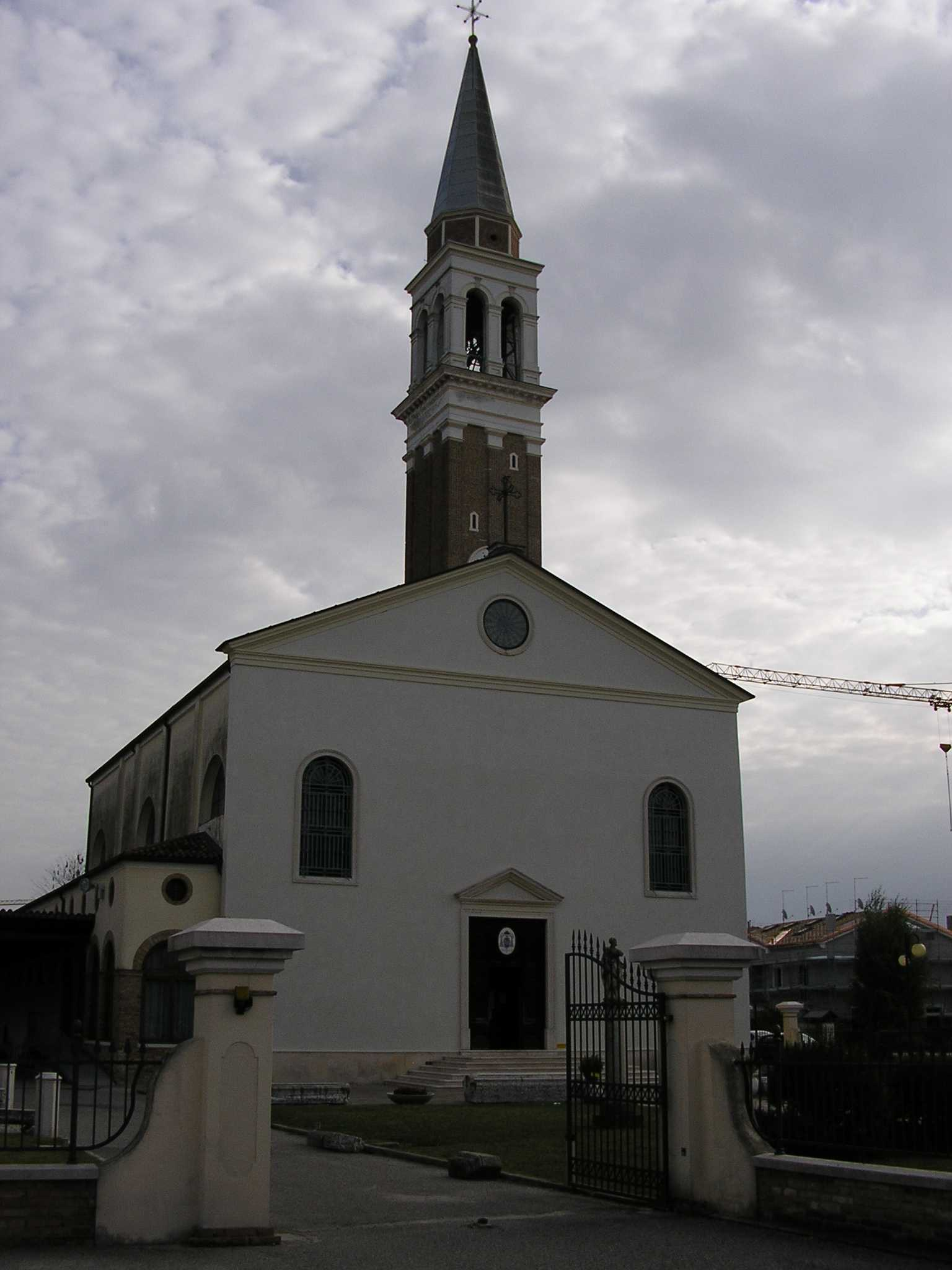
La chiesa di Borbiago

La prima citazione della chiesa di Borbiago risale al 1152, quando papa Eugenio III conferma con una bolla i diritti del vescovo di Treviso sulla "plebem S. Theonisti de Burbiliago cum castro, portu, curte et pertinentiis suis". Successivamente dev'essere passata per un periodo sotto la giurisdizione dell'abbazia benedettina di Sant'Ilario di Malcontenta.
La chiesa attuale è del 1662. Sulla piazzetta del sagrato sorge un'edicola che protegge un pozzo presso il quale, secondo i credenti cattolici (non c'è certezza né del periodo né dell'anno), una ragazzina sordomuta avrebbe visto la Madonna, guarendo immediatamente.

### Decorazioni interne
- Una cappellina accoglie la immagine miracolosa della Madonna col Bambino: è una statua in pietra tenera policroma della fine del XV secolo, opera di Andrea Briosco
- La grande tela ad olio del soffitto (m 11,20 x 4,65) con La Beata Vergine che consegna lo scapolare a San Simone Stock dipinta da Gaspare Diziani tra il 1728 e il 1731
- Pala con Gesù che appare a Santa Teresa d'Avila attribuito alla scuola di Palma il Giovane (XVII secolo)

## Sport

### Calcio
- Polisportiva Borbiago 1983 - Nasce nel 1983.

Dalla stagione 2016/2017 opera come Società di puro Settore Giovanile.